# Ctenitis nigritiana
Ctenitis nigritiana là một loài thực vật có mạch trong họ Dryopteridaceae. Loài này được (Mett.) Alston miêu tả khoa học đầu tiên năm 1956.